# Dystans
Dystans – drugi album zespołu Eye for an Eye wydany w 2004 roku przez Pasażera.

## Lista utworów
1. Otwórz drzwi
2. Warriors
3. Krzyczymy
4. Klatka
5. Konflikt
6. W tłumie
7. Śmiech
8. Dżuma
9. Why not?
10. Dojrzałość (?)
11. Silikonowy świat
12. W igle (heroina)
13. Kryminał
14. Budzik

## Skład zespołu
- Anka – wokal
- Tomek – gitara, wokal
- Bartek – gitara, wokal
- Damian – gitara basowa, wokal
- Rafał – perkusja